# 不詳
| ウィキペディアには「不詳」という見出しの百科事典記事はありません（タイトルに「不詳」を含むページの一覧/「不詳」で始まるページの一覧）。 代わりにウィクショナリーのページ「不詳」が役に立つかもしれません。 |